# Aïn Benian (Aïn Defla)
Aïn Benian (în arabă عين البنيان) este o comună din provincia Aïn Defla, Algeria.
Populația comunei este de 5.488 de locuitori (2008).